# 帕里斯 (帕里塔區)
帕里斯（西班牙語：París），是巴拿馬的城鎮，位於該國中南部，由埃雷拉省的帕里塔區負責管轄，面積75.8平方公里，海拔高度17米，2010年人口1,070，人口密度每平方公里14.1人。